# Ilha Montão de Trigo
A Ilha Montão de Trigo (por vezes denominada Ilha Monte de Trigo) é uma ilha do estado de São Paulo, no Brasil. Fica situada entre a enseada da Bertioga e o canal de São Sebastião (cidade à qual pertence), a aproximadamente 10 km do continente. O cume da ilha, cuja altitude é apontada como sendo de 276 ou 300 metros acima do nível do mar, é um ponto de contemplação do oceano, das ilhas adjacentes e do canal de São Sebastião. Pode ser atingido após 40 minutos de caminhada. Sua profundidade é de 3 a 20 metros. A ilha é resultado de intensas atividades vulcânicas ocorridas no passado.
Em algo entre 20 minutos e meia hora, pode-se chegar à ilha por meio de embarcações alugadas nas praias de Juqueí e Barra do Una. Como não há praias, o acesso se dá por um píer improvisado. Todo o litoral da ilha é rochoso, dificultando ou até impossibilitando o acesso em certos pontos.

## Geografia
A ilha tem formato cônico que lembra, como o nome indica, um monte de trigo. Com efeito, os Portugueses batizaram-na assim. Possui aproximadamente 1,3km² de área, com 1,5km de extensão em seu eixo mais longo e 1,3km no mais curto.
É de relevo acidentado e densamente coberto por vegetação, dificultando sua exploração. A vegetação é do tipo Mata Atlântica. As faces noroeste e sul da ilha são chamadas de "cavernas" pelos moradores devido às formações rochosas que as compõem. A população se concentra em um platô de aproximadamente 300x600m.
O clima da ilha é quente e úmido como o restante do litoral do estado, com frentes frias sendo mais comuns no inverno.

### Fauna
A fauna do local não é muito rica, mas a ilha ainda oferece grutas e tocas ao seu redor para exploração, onde se pode com frequência encontrar pargos, badejos, garoupas, lagostas, salemas e peixes frades, em pares ou solitários. No entorno da ilha, é possível avistar golfinhos e pinguims.

## Economia
Até o século XX, a ilha apresentava atividades agrícolas, com produção local de café, melado, mandioca e farinha. Segundo alguns moradores, a atividade foi abandonada por conta dos ratos, que teriam chegado com os blocos de construção da escola local, inaugurada em 1986. Em 2003, alguns mantêm roças pessoais para subsistência.
Quase todos os habitantes da ilha vivem da pesca artesanal, uma vez que o arrasto é proibido. Nos últimos anos, o número de peixes tem diminuído, e em 2013, os pescadores capturavam 1/6 da quantidade diária normalmente conquistada em 2005, devido à competição com barcos maiores. Contudo, em 2018, uma portaria do Ministério do Meio Ambiente do Brasil limitou a pesca da tainha nos litorais sul e sudeste do Brasil, permitindo que mais desses peixes chegassem às águas em volta da ilha; com efeito, em julho daquele ano, oito toneladas de tainhas foram pescadas em volta da ilha. Algumas famílias complementam a renda vendendo peças de artesanato. Em 2003, a prefeitura de São Sebastião ajudava a população com cestas básicas, embora a população relatasse à época que o auxílio só vinha "de vez em quando".

## Povoamento e infraestrutura

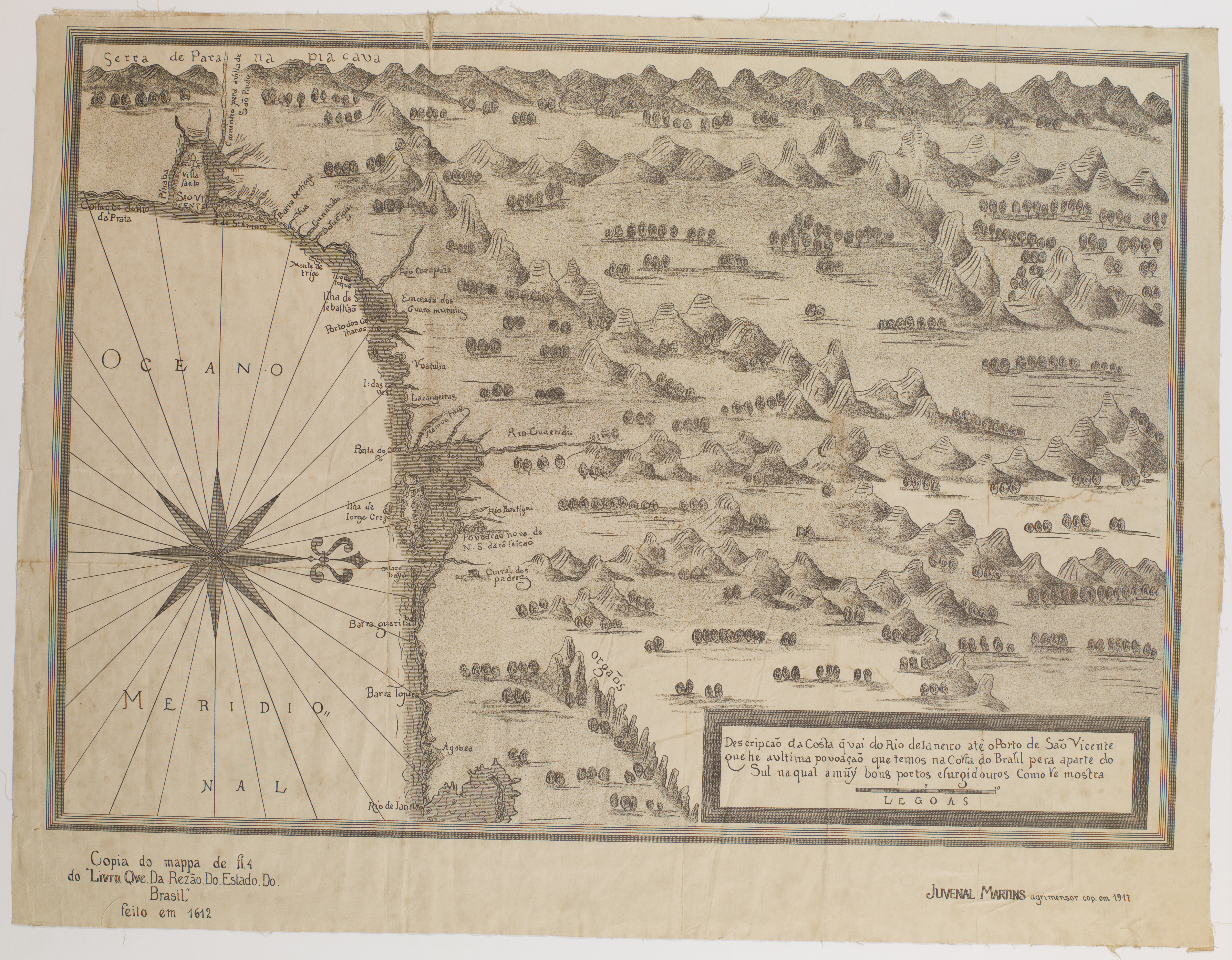
Mapa de 1612 de parte do litoral dos estados de São Paulo e Rio de Janeiro, com a localização da ilha, denominada "Monte de Trigo" na época. A ilha está no começo da curva abrupta que o litoral faz para baixo no desenho.

Nos últimos três séculos, a ilha foi permanentemente habitada por famílias de caiçaras. A população era de cerca de 200 pessoas em meados do século XX, 40 em 1999 e em 2003, 52 em janeiro de 2012 (número que se mantinha em março de 2013 e em janeiro de 2014), mais de 60 em agosto de 2019 e 58 no início de 2020.
Os habitantes são conhecidos como "monteiros", mas autodenominam-se "ilhéus". Não se sabe quando a ilha passou a ser povoada; os locais mencionam histórias envolvendo dois casais de irmãos fundadores; um naufrágio; ou a chegada de três homens no século XVIII. Segundo reportagem de maio de 2020 do programa Fantástico, o local estava habitado havia mais de 170 naquela altura.
Há na ilha uma pedra chamada "espia-barco"; as ilhas próximas de Búzios e Vitória (pertencentes ao município vizinho de Ilhabela) eram utilizadas no século XIX por "olheiros" que vigiavam as águas locais em busca de navios de fiscalização contra o tráfico negreiro. Assim, a ilha pode também ter sido utilizada como ponto para "olheiros" no passado.
No início de 2012, os habitantes ganharam permissão para ocupar e explorar a ilha, que ainda pertence ao governo, mas não estará mais sujeita a projetos imobiliários futuros. A permissão é parte de um programa do governo federal do Brasil que visa beneficiar pequenos povoados nativos por todo o país. As permissões são chamadas de TAUS - Termo de Autorização de Uso Sustentável. Geralmente, as permissões são dadas a povoados ribeirinhos no Norte do Brasil; esta foi a primeira vez que uma população insular recebeu o benefício. Com o TAUS, os caiçaras podem reivindicar melhorias como sistema de saneamento básico, água encanada e programas de habitação. Uma das regras impostas pelo TAUS inclui a proibição de se morar na ilha a não ser que se tenha nascido lá ou casado com alguém de lá.
A população local vive com pouca infraestrutura: até meados dos anos 2010, não havia eletricidade, e os moradores viviam a base de baterias. Em 2020, porém, muitos já usavam energia solar. Também não há saneamento básico. Muitas casas não dispõem de banheiros e os habitantes urinam e defecam em banheiros secos externos ou na vegetação local. Em agosto de 2019, a prefeitura de São Sebastião anunciou que havia instalado um equipamento para adequar a água para o consumo, numa parceria com o governo estadual e com a empresa Água Boa.
Em 2020, muitas casas eram feitas de materiais reciclados; antes, eram feitas de madeira, o que as deixava sujeitas à ação de cupins.
Em 2012, nenhum médico havia visitado o local havia dois anos. Em 2000, com base em explorações realizadas nos anos imediatamente anteriores, relatou-se que para ter acesso a água doce, os moradores represavam água de uma das poucas nascentes da ilha em caixas d'água e depois distribuíam-na pelas bicas das famílias locais.
Há apenas uma escola, inaugurada pelo governo estadual em 1986 e que ensina até a quarta série (equivalente à quinta série, a partir de 2010), e que é equipada com um quarto para que a professora possa passar a semana na ilha e retornar para o continente só nos fins de semana.
Devido à maior parte dos casamentos ocorrerem dentro da mesma família, a maioria dos habitantes leva o sobrenome Oliveira. A população é majoritariamente masculina, pois muitas mulheres se casam com pessoas do continente e partem para lá, enquanto que as que ficam acabam se casando com os próprios primos. Também é comum que homens tragam esposas do continente, que acabam voltando por não suportarem o isolamento. A população local fala em um sotaque próprio e diferente da região, algo que pode ter sido resultado do isolamento geográfico, segundo a linguista Luciana Storto da USP.
Quando não há como obter mantimentos, os habitantes se alimentam de pratos típicos locais como o "azul-marinho" (um cozido de banana verde e peixe amassado), o purê de "cará-de-espinho" e o peixe seco.
Até os anos 1980, eram comuns festas religiosas católicas, mas a chegada de evangélicos naquela década pôs fim a essas tradições.

### Turismo
A Ilha Montão de Trigo apresenta ótimas condições para o mergulho, tanto livre como autônomo. Com profundidade para todos os níveis de mergulhadores, é um local bastante procurado para check out (portinho) e turismo. A melhor época para o mergulho é o verão, quando a temperatura da água se torna mais quente e a visibilidade melhora. O windsurf é outra atividade realizada no local.